# Jefferson Farfán
Jefferson Agustín Farfán Guadalupe (născut la 28 octombrie 1984 în Lima), este un fotbalist peruan, care evoluează în prezent la clubul Lokomotiv Moscova.

## Cariera
Farfán și-a început cariera la Alianza Lima din Peru, pentru care a semnat în 2001. În primul an a fost folosit puțin iar în cel de-al doilea a fost folosit cu regularitate, ajutându-și echipa să câștige campionatul peruan.
În ultimul an petrecut la Alianza Lima, a marcat 14 goluri, intrând astfel în atenția cluburilor europene. La finalul acelui sezon s-a transferat la echipa olandeză, PSV Eindhoven, care a plătit pentru el două milioane de euro €, la insistențele antrenorului de atunci al lui PSV, Guus Hiddink.
La 5 iunie 2008, Farfán s-a transferat în Bundesliga, la Schalke, care a plătit în schimbul transferului său 10 milioane de euro. Cinci zile mai târziu, pe 10 iunie, Schalke a anunțat că Farfán a semnat un contract valabil patru ani.

## Echipa națională
Farfán a fost selecționat pentru prima oară la echipa națională, în 2003, de atunci, el este convocat cu regularitate, fiind un om de bază în teren. Farfán a fost al doilea golgheter al grupei preliminare din America de Sud pentru Cupa Mondială din 2006, înscriind șapte goluri.
În 2008 a fost suspendat 18 luni de Federația Peruană de Fotbal, dar la 3 iulie 2008, în urma unui apel, pedeapsa a fost redusă la 3 luni.

### Palmares

#### Alianza Lima
- Campionatul Peruan în 2003
- Turneul Apertura în 2003
- Turneul Clausura în 2004

#### PSV Eindhoven
- Eredivisie în 2005, 2006, 2007, 2008
- Cupa Olandei

Câștigător în 2005
Finalist în 2006

#### Peru
- Jocurile Boliviene în 2001

## Statistici
Actualizat la 24 august 2009
| Club            | Sezon | Campionatul intern | Campionatul intern | Cupa internă | Cupa internă | Competiții Europene | Competiții Europene | Competiții Sud-Americane | Competiții Sud-Americane | Total    | Total  |
| Club            | Sezon | Aapriții           | Goluri             | Apariții     | Goluri       | Apariții            | Goluri              | Apariții                 | Goluri                   | Apariții | Goluri |
| --------------- | ----- | ------------------ | ------------------ | ------------ | ------------ | ------------------- | ------------------- | ------------------------ | ------------------------ | -------- | ------ |
| Schalke 04      | 09-10 | 2                  | 1                  | 0            | 0            | 0                   | 0                   |                          |                          | 2        | 1      |
| Schalke 04      | 08-09 | 31                 | 9                  | 3            | 3            | 5                   | 0                   |                          |                          | 39       | 12     |
| Total           | 33    | 10                 | 3                  | 3            | 5            | 0                   |                     |                          | 39                       | 12       |        |
| PSV Eindhoven   | 07-08 | 29                 | 7                  | 0            | 0            | 9                   | 2                   |                          |                          | 38       | 9      |
| PSV Eindhoven   | 06-07 | 30                 | 21                 | 5            | 2            | 8                   | 0                   |                          |                          | 43       | 23     |
| PSV Eindhoven   | 05-06 | 31                 | 21                 | 2            | 3            | 8                   | 2                   |                          |                          | 41       | 26     |
| PSV Eindhoven   | 04-05 | 28                 | 8                  | 0            | 0            | 12                  | 5                   |                          |                          | 40       | 13     |
| PSV Eindhoven   | Total | 118                | 57                 | 7            | 5            | 37                  | 9                   |                          |                          | 162      | 71     |
| Alianza Lima    | 2004  | 19                 | 14                 |              |              |                     |                     | 5                        | 4                        | 24       | 18     |
| Alianza Lima    | 2003  | 33                 | 12                 |              |              |                     |                     | 8                        | 0                        | 41       | 12     |
| Alianza Lima    | 2002  | 24                 | 2                  |              |              |                     |                     | 3                        | 1                        | 27       | 3      |
| Alianza Lima    | 2001  | 1                  | 0                  |              |              |                     |                     | 0                        | 0                        | 1        | 0      |
| Alianza Lima    | Total | 77                 | 28                 |              |              |                     |                     | 16                       | 5                        | 93       | 33     |
| Totalul carieră |       | 207                | 90                 |              |              |                     |                     |                          |                          | 274      | 110    |

### Goluri la echipa națională
Lista golurilor înscrise de Farfán pentru Peru:
| #   | Data              | Locul desfășurării   | Adversar  | Scor | Rezultat final | Competiție                             |
| --- | ----------------- | -------------------- | --------- | ---- | -------------- | -------------------------------------- |
| 1.  | 23 februarie 2003 | Lima, Peru           | Haiti     | 5-1  | 5-1            | Amical                                 |
| 2.  | 24 iulie 2003     | Lima, Peru           | Uruguay   | 1-0  | 3-4            | Amical                                 |
| 3.  | 6 septembrie 2003 | Lima, Peru           | Paraguay  | 4-1  | 4-1            | Preliminariile Cupei Mondiale din 2006 |
| 4.  | 1 iunie 2004      | Montevideo, Uruguay  | Uruguay   | 3-0  | 3-1            | Preliminariile Cupei Mondiale din 2006 |
| 5.  | 9 iulie 2004      | Lima, Peru           | Venezuela | 1-0  | 3-1            | Copa America 2004                      |
| 6.  | 17 noiembrie 2004 | Lima, Peru           | Chile     | 1-0  | 2-1            | Preliminariile Cupei Mondiale din 2006 |
| 7.  | 30 martie 2005    | Lima, Peru           | Ecuador   | 2-2  | 2-2            | Preliminariile Cupei Mondiale din 2006 |
| 8.  | 3 septembrie 2005 | Maracaibo, Venezuela | Venezuela | 1-1  | 4-1            | Preliminariile Cupei Mondiale din 2006 |
| 9.  | 12 octombrie 2005 | Tacna, Peru          | Bolivia   | 2-1  | 4-1            | Preliminariile Cupei Mondiale din 2006 |
| 10. | 12 octombrie 2005 | Tacna, Peru          | Bolivia   | 4-1  | 4-1            | Preliminariile Cupei Mondiale din 2006 |
| 12. | 3 iunie 2007      | Madrid, Spania       | Ecuador   | 1-0  | 2-1            | Amical                                 |